# کاکرل هیل (تگزاس)
کاکرل هیل، تگزاس(به انگلیسی: Cockrell Hill, Texas) شهری در ایالت تگزاس از ایالات جنوبی ایالات متحده آمریکا است. در سرشماری سال ۲۰۰۰، جمعیت این شهر ۴۴۴۳ نفر اعلام شد.